# Kongoschlangenadler
Der Kongoschlangenadler (Circaetus spectabilis, Syn.: Dryotriorchis spectabilis) auch Schlangenbussard ist ein Vertreter aus der Familie der Habichtartigen.

## Merkmale

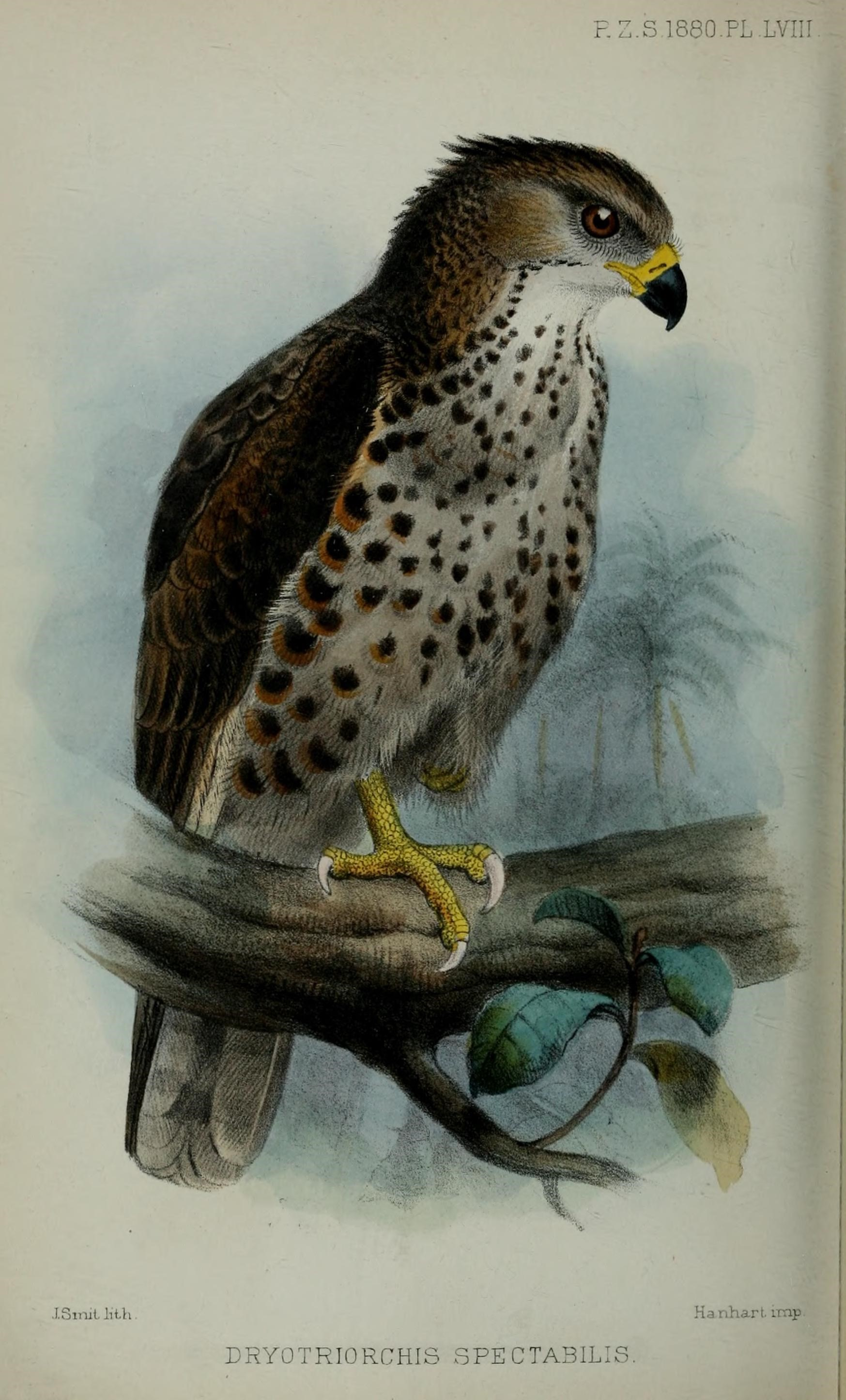
Kongoschlangenadler, Illustration

Kongoschlangenadler gehören mit einer Größe von 54 bis 60 cm und einer Flügelspannweite im Bereich von 94 bis 106 cm zu den mittelgroßen Vertretern der Habichtartigen. Anders als bei vielen anderen verwandten Arten sind beim Kongoschlangenadler die Weibchen nur unwesentlich größer als die Männchen. Optisch besteht auch anderweitig kaum ein erkennbarer Sexualdimorphismus. Lediglich die Farbe der Iris ist bei männlichen Vögeln gelblich, während sie bei den Weibchen eher ein dunkles Grau-Braun zeigt. Der Körperbau der Art ist mit kurzen, breiten und an den Spitzen abgerundeten Flügeln sowie einem verlängerten Schwanz an eine vorwiegend waldbewohnende Lebensweise angepasst. Der Kopf wirkt im Verhältnis zum Körper eher klein, der Schnabel ist kurz, jedoch kräftig und stark gebogen. Seine Basis zeigt eine gelbliche Färbung, die zur Spitze hin recht abrupt in ein kräftiges Schwarz übergeht. Am Rücken zeigt das Gefieder eine dunkelbraune Grundfärbung, die sich bis in den Gesichtsbereich fortsetzt. Haube und Zügelstreif sind dunkler und wirken fast schwarz. Im Nacken kann sich bei einigen Exemplaren ein rötlich-braunes Halsband zeigen. Die Oberseite der Flügel besitzt eine ähnliche Färbung wie der Rückenbereich, ist jedoch mit Ausnahme der Schulterfedern, Randdecken und kleinen Armdecken zumeist etwas heller. Die Schwungfedern sind mit mehreren dunklen Bändern gezeichnet. An den Steuerfedern findet sich die dunkelbraune Grundfärbung mit breiten, dunkleren Bändern wieder. Brust- und Bauchregion bilden mit einer weißen Grundfärbung einen starken Kontrast zur dunklen Oberseite. Bei vielen Individuen finden sich rötlich-braune Farbeinschläge, die zumeist in Richtung Kehle und an den Unterschwanzdecken am ausgeprägtesten sind. An der gesamten Unterseite findet sich ein Muster aus schwarzen Flecken und Tupfern, das von Vogel zu Vogel unterschiedlich auffällig sein kann. Dieses Merkmal ist bei Kongoschlangenadlern im Westen des Verbreitungsgebiets am stärksten präsent und nimmt Richtung Osten klinal immer weiter ab. Die Unterseite der Schwungfedern ist weiß gefärbt und weist wie an der Oberseite eine schwarze Bänderung auf. Die Armdecken sind wiederum eher rötlich-braun und besitzen ein ähnliches, aber feineres Fleckenmuster wie der Brust- und Bauchbereich. Die Beine sind unbefiedert, gelblich gefärbt und enden in kräftigen Krallen.
Kongoschlangenadler im Jugendkleid wirken allgemein etwas heller als die Adulten. Dieser Eindruck entsteht vor allem durch die weiße Grundfärbung, die sich bei den Jungvögeln nicht nur im Brust- und Bauchbereich findet, sondern bis zur Kehle und an den Hinterkopf fortsetzt. An Kopf, Nacken und Haube zeigt sich eine ausgeprägte, bräunliche Strichelung. Die Flügel sind in einem helleren Braunton gefärbt, die Federn der Armdecken deutlich erkennbar weiß gerändert. Das Muster an der Unterseite des Schwanzes und der Flügel ist noch nicht so deutlich sichtbar wie bei ausgewachsenen Exemplaren. Besonders die Bänderung der Steuerfedern ist häufig noch unterbrochen.
Im Jahr 1972 untersuchten Forscher die Augen eines Kongoschlangenadlers mit Hilfe eines Ophthalmoskops und verglichen die Ergebnisse mit der menschlichen Sehkraft. Die Ergebnisse zeigten, dass Kongoschlangenadler über eine etwa 2,0- bis 2,4-fach höhere visuelle Auflösung verfügen.

## Verbreitung

Verbreitungskarte des Kongoschlangenadlers

Der Kongoschlangenadler kommt in dichten Primärwäldern im Tiefland West- und Zentralafrikas bis auf eine Höhe von etwa 900 m vor. Der größte zusammenhängende Teil seines Verbreitungsgebiets erstreckt sich von Gabun und Äquatorialguinea über den Norden der Republik Kongo und die nördliche Hälfte der Demokratischen Republik Kongo bis in den Süden der Zentralafrikanischen Republik, den Süden Kameruns  und die Küstenregionen Nigerias. Im Osten werden der Südwesten des Südsudans sowie die westlichsten Regionen Ugandas und Ruandas erreicht. Weiter westlich wird ein weiteres Gebiet besiedelt, das von Sierra Leone über Liberia, das südlichste Guinea und den Süden der Elfenbeinküste bis in den Südwesten Ghanas reicht. Schließlich sind Nachweise der Art noch aus einem dritten, deutlich kleineren Gebiet im Nordwesten Angolas bekannt. Das Zugverhalten der Art ist bislang nicht erforscht, es wird jedoch angenommen, dass es sich um einen Standvogel handeln dürfte, der höchstens nomadische Wanderungen unternimmt.

## Lebensweise und Ernährung
Kongoschlangenadler leben solitär oder in Paaren. Die Vögel sind Lauerjäger, die an einer Sitzwarte im Geäst eines Baumes auf vorbeikommende Beute warten. Zeigt sich ein potenzielles Beutetier am Boden oder in der Vegetation, lassen sich die Vögel von oben auf dieses herabfallen. Sollte sich die Beute noch wehren, wird sie durch wiederholte Tritte mit den kräftigen Füßen zur Strecke gebracht. Die Zusammensetzung der Ernährung ist bislang vor allem durch die Analyse von Mageninhalten getöteter Vögel bekannt. Gefunden wurden die Überreste von Schlangen, Chamäleons und Amphibien, sowie kleinen Säugetieren. Ob letztere allerdings tatsächlich direkt von den Kongoschlangenadlern geschlagen, oder bereits vor deren Tod von den gefressenen Schlangen aufgenommen wurden, ist unklar. Bemerkenswert ist, dass Kongoschlangenadler offensichtlich auch giftige Beute, wie Kröten der Gattung Bufo, ungefährdet verzehren können. Hieraus ergibt sich eine zumindest teilweise Immunität der Vögel gegen die von den Kröten produzierten Bufotoxine.

## Lautäußerungen
Kongoschlangenadler gelten als lautstarke und ruffreudige Vögel, generell werden sie deutlich öfter gehört als gesehen. Aus einer gewissen Entfernung sollen ihre häufig wiederholten Rufe dem Gesang eines Turakos ähneln. Andere Beschreibungen bezeichnen den Ruf des Kongoschlangenadlers als tiefes, nasales cow-cow-cow, das fast wie das miauen einer Katze klingen soll.

## Fortpflanzung
Die Brutzeit der Art scheint regional unterschiedlich zu sein, Berichte aus Gabun nennen den Zeitraum Oktober bis Dezember, während die Vögel in der Demokratischen Republik Kongo von Juni bis November zu brüten scheinen. Aufgrund der versteckten Lebensweise sind weitere Angaben zur Fortpflanzung bisher nicht bekannt.

## Gefährdung und Schutzmaßnahmen
Die IUCN stuft den Kongoschlangenadler mit Stand 2016 insgesamt als nicht gefährdet (Least Concern) ein. Trotz eines negativen Populationstrends begründet die Organisation ihre Einschätzung vor allem anhand des noch immer sehr großen Verbreitungsgebiets. Auf Grund ihrer waldbewohnenden Lebensweise und mangelnden Anpassungsfähigkeit an veränderte Lebensräume wie etwa Sekundärwald wirkt sich die zunehmende Entwaldung der Region besonders negativ auf die Bestände der Art aus. Lokal kam es in der Vergangenheit bereits zu erheblichen Bestandseinbrüchen, wie etwa in der Region Oberguinea. Aktuelle Schätzungen der Populationszahlen werden von der IUCN nicht genannt.

## Systematik
Die Erstbeschreibung der Art stammt aus dem Jahr 1863 und geht auf den deutschen Ornithologen Hermann Schlegel zurück, der ihr zunächst den wissenschaftlichen Namen  Astur spectabilis vergab. 1874 stellte George Ernest Shelley die Art in die neu geschaffene und monotypische Gattung Dryotriorchis. Shelley nahm bereits eine engere Verwandtschaft zu Vertretern der Gattung Circaetus an, begründete seine Einordnung jedoch mit den proportional kürzeren Flügeln und längerem Schwanz des Kongoschlangenadlers. Moderne phylogenetische Untersuchungen an mitochondrialer DNA lieferten Hinweise, dass die Art eine gemeinsame Klade mit Circaetus formt, wobei die Forscher jedoch betonten, dass weitere Untersuchungen hinsichtlich der Verwandtschaftsverhältnisse notwendig seien. Catanach und Kollegen fanden 2024, dass der Kongoschlangenadler tief in die Gattung der Schlangenadler (Circaetus) eingebettet ist. Seitdem ist Circaetus spectabilis der gültige wissenschaftliche Name der Art.
Für den Kongoschlangenadler werden derzeit zwei Unterarten als gültig betrachtet:
- C. s. spectabilis (Schlegel, 1863) – Die Nominatform kommt von Sierra Leone bis in das nördliche Kamerun vor.
- C. s. batesi (Sharpe, 1904)[11] – Südliches Kamerun bis nach Gabun, Republik Kongo, Demokratische Republik Kongo und Angola. Allgemein blasser, besonders die fehlende Musterung im Brustbereich dient als Unterscheidungsmerkmal.